# Isola di Men'šikov
L'isola di Men'šikov (in russo Меньшикова?) è un'isola che si trova nel Mare di Ochotsk, nell'Estremo Oriente russo, a 44 km dalla terraferma a nord-est di Capo Muhtelja. 
La lunghezza dell'isola è di 5,5 km, con una larghezza massima di 1 km. Il punto più alto raggiunge i 370 m.
L'isola fu scoperta nel 1847 nella spedizione al comando del capitano di corvetta B. Poplonskij.